# Rosalie Aprile
Rosalie "Ro" Aprile fiktivni je lik iz HBO-ove televizijske serije Obitelj Soprano koju je glumila Sharon Angela. 
Rosalie je udovica Jackieja Aprilea Sr. i majka Kelli i Jackieja, Jr. Prijateljica je s Carmelom Soprano i Gabriellom Dante, kojima obično daje iskrene savjete.  
Dvije godine nakon muževe smrti, započela je vezu s Ralphom Cifarettom. Ralph je bio Jackiejev prijatelj iz djetinjstva i kasnije vojnik u njegovoj ekipi sve dok se nije odselio u Miami. Njihova je veza započela nakon što se Ralph vratio iz Miamija, nakon smrti Jackieja Sr. i Rosaliena šurjaka Richieja Aprilea. Ralph je ohrabrio Jackieja Jr. da se aktivnije uključi u obiteljski posao, davši mu pištolj, prihvaćajući isplate od njega i nudivši savjete. Jackie Jr. se pokušao progurati u obiteljskoj hijerarhiji opljačkavši kartašku partiju (inspiriran Ralphovom pričom o tome kako su njegov otac i Tony Soprano učinili isto), ali pljačka kreće krivim smjerom i ubrzo biva zatražena njegova smrt. Rosalie ostaje nepoznato da je Ralph bio taj koji je naredio Jackiejevo ubojstvo. Vito Spatafore je izvršio likvidaciju, a službena je priča postala kako su Jackieja ubili crnoputi dileri.
Nakon sinove smrti, Rosalie je zapala u dugo razdoblje žalovanja. Ralph je u međuvremenu započeo aferu s Janice Soprano. Rosalieina prijateljica Karen Baccalieri poginula je uskoro nakon Jackieja Jr., a Rosaliena se depresija produbila. Ralph je iskoristio tu priliku da prekine s njom, tvrdeći kako je umoran od njezina konstantnog žalovanja. Rosalie, bijesna zbog njegove sebičnosti, izbacila ga je iz svoga doma (on je otišao i pokušao se useliti kod Janice). Kasnije mu je oprostila i posjetila ga kad mu je sin bio u bolnici.
Rosalie je s Carmelom otišla na putovanje u Pariz u epizodi šeste sezone "Cold Stones". Ondje se upustila u kratku vezu s puno mlađim Francuzom Michelom. Posljednji je put viđena na bdijenju za Bobbyja u završnici serije, "Made in America".

## Vanjske poveznice
- Profil Rosalie Aprile na hbo.com
- Rosalie Aprile u internetskoj bazi filmova IMDb-u